# Stele di Vercelli
La stele bilingue di Vercelli è un'importante attestazione della convivenza tra la cultura celtica e la nascente cultura romana.

## Storia
Venne rinvenuta nel 1960 in un alveo della Sesia, nei pressi di Vercelli, a circa 350 metri a sud del ponte ferroviario che attraversa il fiume, in occasione di lavori di scavo. Fu conservata per anni in un cortile condominiale e nel 1967 trasferita nel Museo Leone di Vercelli, dove è tuttora conservata. 
La stele è una lastra di serpentinite verde alta 1,42 m, larga 0,70 m e spessa 0,22 m, il lato superiore presenta un'inclinazione da sinistra a destra; questo tipo di pietra è tipico delle zone moreniche della Serra di Ivrea. Sono presenti sulla sua superficie numerose scheggiature, in particolare nella parte inferiore dove sono visibili i segni di abbattimento. 
Sul lato anteriore della pietra sono incisi due testi: la parte superiore è in lingua latina, quella inferiore in lingua celtica. In entrambi la dimensione delle lettere si riduce verso la fine del testo, passando da circa 9 a 4 cm e tra i 6 e i 4 cm. Il testo latino consta di 8 righe, quello celtico solo 4, l'ultima parola è segnata da un tratto orizzontale come a chiudere lo spazio epigrafico. Le lettere sono tracciate rigidamente e hanno un ductus regolare, caratterizzate da incisione profonde. 
Entrambe le iscrizioni sono destroverse. Il termine finis è inciso ad ampie lettere nella parte più alta della stele; la forma delle lettere non presenta caratteri di arcaicità, alcuni caratteri presentano legature e tutte le parole, ad eccezione della prima, sono intervallate da punti circolari. Il testo celtico invece è redatto in alfabeto nord etrusco di Lugano e non presenta le stesse caratteristiche di quello latino: infatti sebbene anche qui le parole sono divise da punti, lo scalpellino non ha posto la stessa chiarezza nella suddivisione. Non è chiaro se il testo celtico è più piccolo poiché considerato un breve riassunto di quello latino per chi ancora non comprendeva la lingua dei Romani, oppure riportato per rispetto e scrupolo della tradizione religiosa indigena; ancora è possibile leggere questa differenza alla luce del fatto che, essendo questi spazi molto diffusi nella cultura celtica, non fosse necessario un commento o una spiegazione, che interessava quindi solo le genti latine a cui questa pratica era sconosciuta. Sembrerebbe però più probabile che il messaggio del monumento sia definito per l'ambito celtico, in un'ottica ostentativa dello status del romano Acisius che ha forse acquisito la cittadinanza romana, ed in generale al nuovo carattere della vita cittadina di stampo romano.

## Il testo
Latino:
1 finis
2 campo quem
3 dedit Acisius
4 Argantocomater =
5 ecus com<m>unem
6 deis et hominib =
7 us ita uti lapide[s]
8 IIII statuti sunt.
Celtico:
9 Akisios arkatoko<k>=
10 materekos tošo
11 kote atom tevoχ
12 tom koneu
13 –

## Commento al testo
Nella riga 3, il nome romano Acisio viene trascritto in Akisios nella riga 9, il che non è pienamente celtico come può sembrare: la radice aci-, presente in molti nomi, può derivare dal teonimo Acionna, una divinità celtica delle acque, ma anche da acito-, “pianura, campo, radura”, oppure da acisculus, un termine che nella tarda antichità definisce un piccolo scalpello trasformato in nome proprio con un significato di “acuto, tagliente”; ancora, da acieris, una scure bronzea utilizzata nei sacrifici dai sacerdoti. Anche se appare probabile la comune parentela indoeuropea con la stessa base del latino acus, il nome Akisios potrebbe quindi significare “acuto” in senso metaforico oppure “armato di ascia”. 
Il suo cognomen, presente nella riga 4 e 9, definisce la carica che ricopriva nell'organizzazione politica della cittadina celtica, prima dell'89 a.C.; Acisio quindi trasforma la sua precedente carica in cognomen mantenendo come gentilizio il nome celtico.  È possibile leggere questo termine come la fusione di arganto-, argento, denaro, e –materecos, controllare o misurare, quindi “giudice dell'argento”: in area transalpina il termine argantodan(n)os, così come il termine argorapandes messapico, designano la carica del questore dell'erario, ruolo che forse svolgeva anche Acisio.  Il celtico –arganto estende il suo significato a oro, tesoro monetario, quindi Acisio potrebbe ulteriormente essere collegato con le pratiche di lavaggi e ricerca aurifera della Bessa che, fino alla fondazione della colonia di Eporedia nel 100 a.C., era sotto la praefectura di Vercelli.
Le quattro righe in celtico sono strutturate intorno a due verbi, costituite quindi su due frasi. 
Dopo il nome di Akisios Arkantoko<k>materekos, segue nella riga 10 e 11 la parola tošokote: non ha un'equivalenza in latino, è un aoristo indicativo alla terza persona singolare, contiene la particella -šo- che è un pronome infisso e rappresenta quindi  il complemento oggetto della prima frase, significando così “pose questa stessa stele”. 
Nella riga 11 a(n)tom è il complemento oggetto della seconda frase, in accusativo singolare, corrisponde alla parte latina “finis campo” significando però solo confine, del campo non vi è alcuna menzione. Segue il termine tevoχtom, un aggettivo fondamentale per il significato del testo: infatti va a tradurre ciò che nella parte latina è reso con “comunem deis et hominibus”; questo termine deriva dall'i.e. *deiwo-gʰd-o-, passato al celtico come *dēvoydo-, che significano appunto “comune agli dei e agli uomini”. 
L'ultima parola del testo, alla riga 12, è quindi un verbo: koneu infatti corrisponde a dedit. Concorda con l'accusativo singolare maschile a(n)tom, è composto dal preverbio *k'om, dalla radice i.e. *dheh, “porre”, e dalla desinenza –u tipica della terza persona singolare dei perfetti con radice vocalica. Siamo quindi in presenza di kòn-dēu derivato da *kondeu, in cui è presente un'abbreviazione del dittongo eu, dal significato di “ha posto”
La sintassi è molto semplice, con due brevi proposizioni parallele ad un unico soggetto che spiegano l'azione materiale e l'azione simbolica compiuta da Akisios. Questo stile è largamente diffuso nelle epigrafi galliche e lepontiche, come ad esempio nella stele bilingue di Todi. Lo schema sintattico di queste due iscrizioni è il seguente:
SO¹V - O² SV (Vercelli)		-	VO¹S - VO²S (Todi)
Nelle parti in latino invece le due frasi sono state unite in una sola per quanto riguarda Todi, nella stele vercellese invece si fa uso di due spiegazioni aggiuntive.
Il cognomen Argantocomatereus è afferito quindi, come detto sopra, ad una carica preromana e  consente la possibile datazione della stele nel periodo successivo alla costituzione della “colonia fittizia” di Vercelli ad opera del console Gneo Pompeo Strabone nell'89 a.C., prima della concessione della piena cittadinanza romana da parte di Cesare nel 49 a.C. 
Il testo latino è di semplice trascrizione, non si può dire lo stesso della traduzione: è possibile interpretare campo come dativo di relazione riferito a finis e quindi quem riferito a campo, così che il campo “comune agli dei ed agli uomini” sia l'oggetto della donazione; oppure è possibile interpretare quem riferito a finis, in una costruzione come, ad esempio, “ finis quem campo dedit”, in cui il sarebbe il confine a essere comune agli dei ed agli uomini, ponendo così l'accento non sul dono del terreno ma bensì sulla consacrazione e definizione di questo. Nel testo celtico infatti è chiaro che Acisius compie un'azione riferita al confine, che nel mondo celtico non è costituito da un perimetro immateriale ma da una fascia comune, uno spazio ristretto in cui i due mondi distinti si incontrano, un'area quadrangolare consacrata, la cui stele era posizionata all'ingresso. 
Sono noti parecchi casi di queste aree quadrangolari, tipiche dell'Età del Ferro e diffuse in tutta Europa, denominate Viereckschanzen: sono aree sacre, alcune con sepolture, altre fattorie quadrate o rettangolari. 
In Piemonte e in area Cisalpina non è finora noto una tipica forma di Viereckshanze, e il caso di Vercelli manca di molti elementi tipici che confermerebbero questa teoria, anche se l'uso di recinti quadrangolari sacri perdura per tutta l'età romana. A Pino Torinese, presso la Villa “La Commenda”, è stata rinvenuta un'epigrafe murata sulla superficie muraria di un edificio privato, in cui è possibile leggere riguardo a un recinto quadrangolare di tipo celtico realizzato da Titus Sextius Basiliscus, in nomine suo e per conto di una serie di uomini e donne di famiglia ad una triade divina composta da Diana, Victoria e una dea dal nome mutilo, forse Forti, ovvero Fors, la Fortuna Primigenia italica. È il primo caso attestato dello scioglimento dei nomi della triade italica delle Dee Madri Cisalpine. L'azione religiosa in questa iscrizione è chiara: solo suo inter quattuor terminos / v (otum) s (olvit) l (aetus) l(ibens) m(erito), cioè la dedica di un'area sacra a seguito di un voto esplicito da parte di un privato avviene attraverso la consacrazione rituale di un confine tra quattro termini che lo definiscono, distinti dalla stele. Questo caso può essere messo in relazione a quello di Vercelli poiché in entrambi, gli unici casi noti in Piemonte, compaiono quattro termini di delimitazione dello spazio sacro; inoltre è possibile leggere in entrambi la connotazione di donazione privata: a Pino è una famiglia, a Vercelli è Acisius a esercitare il dono, membri entrambi forse della élite locale in rapida ascesa alle prime fasi della romanizzazione politica del territorio. 
Ci sono molte altre ipotesi su cosa potesse essere questo spazio: Lejeune vedrebbe un luogo di incontro tra mondo dei vivi e mondo dei morti nell'ottica della cosmognonia celtica e della festa di Samain. Ancora, Peyre  cita un passo di Tito Livio relativo allo svolgimento dei Ludi  Romani in cui è descritta l'offerta di uno spazio sacro da parte del re degli Averni, tracciato con l'aratro secondo il rito romano ma materializzato in un fossato e una palizzata secondo l'uso gallico, vedendo nello stesso un luogo riservato a manifestazioni civiche di vario genere. 
È possibile quindi che Acisius abbia fatto dono alla popolazione di un recinto per la celebrazione di giochi pubblici organizzati per venerare una divinità locale, come a rievocare un avvenimento della storia cittadina nel quale si era rivelato fondamentale l'intervento divino, uno spazio tipico del mondo romano ma usufruibile anche dalla popolazione celtica, favorendo l'incontro delle due culture.
Il processo di romanizzazione implicò  la convivenza dei due popoli, di cui uno in prevalenza sull'altro, la condivisione dello stesso spazio, del sistema di organizzazione politica, amministrativa, che sfociò in un'interazione di due sistemi fino alla fusione completa di questi. È nell'ottica di questa situazione che va a collocarsi il bilinguismo: è l'indice della convivenza, attestazione del momento storico dell'interazione tra il mondo celtico e il nuovo mondo romano. La stele di Vercelli registra vari processi di questo momento: Acisius ha i piedi radicati nel suo terreno di origine, in cui ricopre la carica illustre di “giudice dell'argento”, di cui latinizza il nome per adattarsi alla nuova società mantenendo però invariato il suo status privilegiato.
L'accento è posto sull'azione di delimitazione dello spazio sacro, e non sullo spazio stesso. Assodando che "quem" si colleghi a "finis" e non a "campo", non è casuale che il corrispettivo celtico sia l'accusativo atom, “confine”. Inoltre, è il finis ad essere comune agli dei, e non il campus, così come nel testo celtico, dove tevoχtom, accusativo singolare di un aggettivo concordato con atom, traduce il concetto di “confine stabilito secondo le norme degli dei e degli uomini” . L'intervento di Acisius quindi è il dono di uno spazio delimitato da quattro cippi, di cui uno è la stele iscritta, consacrato secondo leggi umane e divine. 
Nel mondo antico tracciare il confine era una pratica importantissima: si tratta di un tracciato che delimita un'area riferibile ad un certo gruppo umano, ad una certa amministrazione, ma anche di valenza religiosa enorme. Secondo le credenze ancestrali, lungo il tracciato si trovavano concentrate forze sovrannaturali a formare una barriera inviolabile a protezione della città. Successivamente saranno poi le mura a sancire lo spazio della città e la sacralizzazione del territorio sarà descritta con riti precisi dal cristianesimo.